# Verein für Leibesübungen Wolfsburg 2006-2007
Questa voce raccoglie le informazioni riguardanti il Verein für Leibesübungen Wolfsburg nelle competizioni ufficiali della stagione 2006-2007.

## Stagione
Nella stagione 2006-2007 il Wolfsburg, allenato da Klaus Augenthaler, concluse il campionato di Bundesliga al 15º posto. In Coppa di Germania il Wolfsburg fu eliminato in semifinale dallo Stoccarda.

## Rosa
| N. |                        | Ruolo | Calciatore             |
| -- | ---------------------- | ----- | ---------------------- |
| 1  | Germania (bandiera)    | P     | Simon Jentzsch         |
| 2  | Argentina (bandiera)   | D     | Facundo Hernán Quiroga |
| 3  | Belgio (bandiera)      | D     | Peter Van Der Heyden   |
| 4  | Germania (bandiera)    | D     | Alexander Madlung      |
| 5  | Paesi Bassi (bandiera) | D     | Kevin Hofland          |
| 6  | Paesi Bassi (bandiera) | C     | Tommie van der Leegte  |
| 7  | Argentina (bandiera)   | A     | Juan Menseguez         |
| 8  | Bulgaria (bandiera)    | C     | Marian Hristov         |
| 9  | Argentina (bandiera)   | A     | Diego Klimowicz        |
| 10 | Polonia (bandiera)     | C     | Jacek Krzynówek        |
| 11 | Germania (bandiera)    | A     | Mike Hanke             |
| 13 | Ghana (bandiera)       | A     | Isaac Boakye           |
| 14 | Paraguay (bandiera)    | C     | Jonathan Santana       |
| 15 | Ghana (bandiera)       | D     | Hans Sarpei            |
| 16 | Germania (bandiera)    | D     | Uwe Möhrle             |

| N. |                         | Ruolo | Calciatore            |
| -- | ----------------------- | ----- | --------------------- |
| 17 | Germania (bandiera)     | D     | Christopher Lamprecht |
| 18 | RD del Congo (bandiera) | C     | Cédric Makiadi        |
| 20 | Slovacchia (bandiera)   | C     | Miroslav Karhan       |
| 21 | Germania (bandiera)     | P     | Patrick Platins       |
| 22 | Portogallo (bandiera)   | C     | Alex                  |
| 23 | Germania (bandiera)     | D     | Michael Stegmayer     |
| 24 | Germania (bandiera)     | C     | Steve Müller          |
| 26 | Germania (bandiera)     | C     | Sergey Evlyushkin     |
| 27 | Guinea (bandiera)       | C     | Pablo Thiam           |
| 28 | Stati Uniti (bandiera)  | A     | Kamani Hill           |
| 30 | Germania (bandiera)     | P     | André Lenz            |
| 31 | Turchia (bandiera)      | A     | Emre Öztürk           |
| 32 | Brasile (bandiera)      | C     | Marcelinho Paraíba    |
| 33 | Paraguay (bandiera)     | C     | Julio dos Santos      |

## Organigramma societario
Area tecnica
- Allenatore: Felix Magath
- Allenatore in seconda: Robert Roeleofsen
- Preparatore dei portieri: Jörg Hoßbach
- Preparatori atletici: Werner Leuthard, Markus Zetlmeisl, Jörg Drill, Manfred Kroß

## Calciomercato

### Sessione estiva
| Acquisti | Acquisti          | Acquisti          | Acquisti |
| R.       | Nome              | da                | Modalità |
| -------- | ----------------- | ----------------- | -------- |
| A        | Isaac Boakye      | Arminia Bielefeld |          |
| C        | Jacek Krzynówek   | Bayer Leverkusen  |          |
| D        | Alexander Madlung | Hertha Berlino    |          |
| D        | Uwe Möhrle        | Duisburg          |          |
| C        | Jonathan Santana  | River Plate       |          |
| D        | Michael Stegmayer | Bayern Monaco II  |          |

| Cessioni | Cessioni              | Cessioni          | Cessioni |
| R.       | Nome                  | da                | Modalità |
| -------- | --------------------- | ----------------- | -------- |
| A        | Abuda                 | Wolfsburg II      |          |
| D        | Maik Franz            | Karlsruhe         |          |
| D        | Christopher Lamprecht | Wolfsburg II      |          |
| D        | Matthias Langkamp     | Grasshoppers      |          |
| A        | Steve Marlet          | Lorient           |          |
| D        | Bojan Neziri          | Stal' Kam"jans'ke |          |
| C        | Levan Tskitishvili    | Paniōnios         |          |

### Sessione invernale
| Acquisti | Acquisti           | Acquisti      | Acquisti |
| R.       | Nome               | da            | Modalità |
| -------- | ------------------ | ------------- | -------- |
| C        | Marcelinho Paraíba | Trabzonspor   |          |
| C        | Julio dos Santos   | Bayern Monaco |          |

| Cessioni | Cessioni        | Cessioni     | Cessioni |
| R.       | Nome            | da           | Modalità |
| -------- | --------------- | ------------ | -------- |
| A        | Rick Hoogendorp | ADO Den Haag |          |
| D        | Karsten Fischer | Paderborn    |          |

## Risultati

### Bundesliga

#### Girone di andata
| Wolfsburg 13 agosto 2006, ore 17:00 CEST 1ª giornata | Wolfsburg | 0 – 0 referto | Hertha Berlino | Volkswagen-Arena (23 496 spett.)\| Arbitro: \| Kinhöfer \| |
| Arbitro:                                             | Kinhöfer  |               |                |                                                            |

| Francoforte sul Meno 19 agosto 2006, ore 15:30 CEST 2ª giornata | Eintracht Francoforte | 0 – 0 referto | Wolfsburg | Commerzbank-Arena (40 000 spett.)\| Arbitro: \| Schmidt \| |
| Arbitro:                                                        | Schmidt               |               |           |                                                            |

| Arbitro: | Fleischer |

|          |           |                    |
| Juan 49’ | Marcatori | 70’ (aut.) Madouni |

| Arbitro: | Brych |

|               |           |                  |
| Krzynówek 52’ | Marcatori | 51’, 61’ Brdarić |

| Arbitro: | Gräfe |

|                         |           |  |
| Kurányi 57’ Lincoln 89’ | Marcatori |  |

| Arbitro: | Merk |

|           |           |  |
| Hanke 36’ | Marcatori |  |

| Arbitro: | Perl |

|                                  |           |             |
| Kluge 34’ Neuville 35’ Degen 83’ | Marcatori | 16’ Madlung |

| Arbitro: | Wagner |

|           |           |           |
| Hanke 26’ | Marcatori | 31’ Gómez |

| Arbitro: | Fleischer |

|  |           |           |
|  | Marcatori | 25’ Hanke |

| Arbitro: | Merk |

|           |           |  |
| Hanke 19’ | Marcatori |  |

| Arbitro: | Gagelmann |

|            |           |                               |
| Szabics 7’ | Marcatori | 4’ (rig.) Hanke 84’ Lamprecht |

| Wolfsburg 11 novembre 2006, ore 15:30 CET 12ª giornata | Wolfsburg | 0 – 0 referto | Energie Cottbus | Volkswagen-Arena (18 641 spett.)\| Arbitro: \| Seemann \| |
| Arbitro:                                               | Seemann   |               |                 |                                                           |

| Bielefeld 19 novembre 2006, ore 17:00 CET 13ª giornata | Arminia Bielefeld | 0 – 0 referto | Wolfsburg | SchücoArena (22 651 spett.)\| Arbitro: \| Brych \| |
| Arbitro:                                               | Brych             |               |           |                                                    |

| Arbitro: | Wagner |

|               |           |           |
| Menseguez 74’ | Marcatori | 7’ Saenko |

| Arbitro: | Gagelmann |

|              |           |  |
| Smolarek 90’ | Marcatori |  |

| Arbitro: | Kempter |

|             |           |                           |
| Madlung 50’ | Marcatori | 72’ Reghecampf 77’ Herzig |

| Arbitro: | Stark |

|                      |           |            |
| Jensen 17’ Naldo 86’ | Marcatori | 41’ Boakye |

#### Girone di ritorno
| Arbitro: | Brych |

|                                 |           |             |
| Giménez 27’ Pantelić 86’ (rig.) | Marcatori | 18’ Madlung |

| Arbitro: | Perl |

|                        |           |                     |
| Klimowicz 8’ Hanke 73’ | Marcatori | 63’ Thurk 69’ Meier |

| Arbitro: | Kircher |

|                              |           |                                |
| Hanke 16’, 37’ Klimowicz 72’ | Marcatori | 29’ Kießling 71’ (aut.) Heyden |

| Arbitro: | Fleischer |

|                              |           |                            |
| Balitsch 21’ Fahrenhorst 62’ | Marcatori | 3’ Klimowicz 25’ Krzynówek |

| Arbitro: | Drees |

|                           |           |                  |
| Klimowicz 56’ Paraíba 89’ | Marcatori | 10’, 29’ Kurányi |

| Arbitro: | Kinhöfer |

|                                    |           |             |
| Podolski 26’ (rig.) van Bommel 55’ | Marcatori | 79’ Makiadi |

| Arbitro: | Sippel |

|             |           |  |
| Makiadi 65’ | Marcatori |  |

| Stoccarda 10 marzo 2007, ore 15:30 CET 25ª giornata | Stoccarda | 0 – 0 referto | Wolfsburg | Gottlieb-Daimler-Stadion (44 000 spett.)\| Arbitro: \| Stark \| |
| Arbitro:                                            | Stark     |               |           |                                                                 |

| Arbitro: | Merk |

|                                    |           |            |
| Boakye 21’ Madlung 26’ Paraíba 83’ | Marcatori | 66’ Gkekas |

| Arbitro: | Perl |

|                |           |  |
| Mahdavikia 60’ | Marcatori |  |

| Arbitro: | Kempter |

|                                |           |                       |
| Klimowicz 41’ Paraíba 80’, 87’ | Marcatori | 21’ (rig.), 79’ Zidan |

| Arbitro: | Fandel |

|                                 |           |                        |
| Radu 20’ Munteanu 56’ Kioyo 57’ | Marcatori | 65’ Boakye 90’ Makiadi |

| Arbitro: | Kircher |

|                        |           |                                         |
| Paraíba 16’ Boakye 53’ | Marcatori | 8’ Westermann 72’ Eigler 86’ Wichniarek |

| Arbitro: | Wagner |

|          |           |               |
| Wolf 23’ | Marcatori | 17’ Krzynówek |

| Arbitro: | Merk |

|  |           |                         |
|  | Marcatori | 12’ Smolarek 90’ Valdez |

| Arbitro: | Gräfe |

|                               |           |                             |
| Lehmann 65’ (rig.) Németh 68’ | Marcatori | 81’ Lamprecht 86’ Klimowicz |

| Arbitro: | Sippel |

|  |           |                    |
|  | Marcatori | 54’, 87’ Rosenberg |

### Coppa di Germania
| Arbitro: | Lupp |

|           |           |                                       |
| Şahin 36’ | Marcatori | 17’ (rig.) Hofland 86’, 90’ Klimowicz |

| Arbitro: | Schößling |

|           |           |  |
| Hanke 69’ | Marcatori |  |

| Arbitro: | Drees |

|               |           |                                            |
| Reisinger 84’ | Marcatori | 16’ Krzynówek 56’ Klimowicz 90’ Hoogendorp |

| Arbitro: | Perl |

|                           |           |  |
| Klimowicz 12’ Paraíba 25’ | Marcatori |  |

| Arbitro: | Stark |

|  |           |           |
|  | Marcatori | 16’ Silva |

## Statistiche

### Statistiche di squadra
| Competizione      | Punti | In casa | In casa | In casa | In casa | In casa | In casa | In trasferta | In trasferta | In trasferta | In trasferta | In trasferta | In trasferta | Totale | Totale | Totale | Totale | Totale | Totale | DR |
| Competizione      | Punti | G       | V       | N       | P       | Gf      | Gs      | G            | V            | N            | P            | Gf           | Gs           | G      | V      | N      | P      | Gf     | Gs     | DR |
| ----------------- | ----- | ------- | ------- | ------- | ------- | ------- | ------- | ------------ | ------------ | ------------ | ------------ | ------------ | ------------ | ------ | ------ | ------ | ------ | ------ | ------ | -- |
| Bundesliga        | 37    | 17      | 6       | 6       | 5       | 22      | 22      | 17           | 2            | 7            | 8            | 15           | 23           | 34     | 8      | 13     | 13     | 37     | 45     | -8 |
| Coppa di Germania | -     | 3       | 2       | 0       | 1       | 3       | 1       | 2            | 2            | 0            | 0            | 6            | 2            | 5      | 4      | 0      | 1      | 9      | 3      | +6 |
| Totale            | 37    | 20      | 8       | 6       | 6       | 25      | 23      | 19           | 4            | 7            | 8            | 21           | 25           | 39     | 12     | 13     | 14     | 46     | 48     | -2 |

### Andamento in campionato
| Giornata  | 1  | 2  | 3  | 4  | 5  | 6  | 7  | 8  | 9  | 10 | 11 | 12 | 13 | 14 | 15 | 16 | 17 | 18 | 19 | 20 | 21 | 22 | 23 | 24 | 25 | 26 | 27 | 28 | 29 | 30 | 31 | 32 | 33 | 34 |
| --------- | -- | -- | -- | -- | -- | -- | -- | -- | -- | -- | -- | -- | -- | -- | -- | -- | -- | -- | -- | -- | -- | -- | -- | -- | -- | -- | -- | -- | -- | -- | -- | -- | -- | -- |
| Luogo     | C  | T  | T  | C  | T  | C  | T  | C  | T  | C  | T  | C  | T  | C  | T  | C  | T  | T  | C  | C  | T  | C  | T  | C  | T  | C  | T  | C  | T  | C  | T  | C  | T  | C  |
| Risultato | N  | N  | N  | P  | P  | V  | P  | N  | V  | V  | V  | N  | N  | N  | P  | P  | P  | P  | N  | V  | N  | N  | P  | V  | N  | V  | P  | V  | P  | P  | N  | P  | N  | P  |
| Posizione | 11 | 12 | 13 | 16 | 18 | 15 | 15 | 16 | 14 | 11 | 8  | 8  | 8  | 8  | 11 | 12 | 12 | 13 | 13 | 11 | 10 | 10 | 11 | 9  | 11 | 10 | 11 | 7  | 10 | 12 | 14 | 15 | 15 | 15 |

Legenda:

Luogo: C = Casa; T = Trasferta. Risultato: V = Vittoria; N = Pareggio; P = Sconfitta.

### Statistiche dei giocatori
| Giocatore         | Bundesliga | Bundesliga | Bundesliga  | Bundesliga | Coppa di Germania | Coppa di Germania | Coppa di Germania | Coppa di Germania | Totale   | Totale | Totale      | Totale     |
| Giocatore         | Presenze   | Reti       | Ammonizioni | Espulsioni | Presenze          | Reti              | Ammonizioni       | Espulsioni        | Presenze | Reti   | Ammonizioni | Espulsioni |
| ----------------- | ---------- | ---------- | ----------- | ---------- | ----------------- | ----------------- | ----------------- | ----------------- | -------- | ------ | ----------- | ---------- |
| A. Alex           | 4          | 0          | 0           | 0          | 1                 | 0                 | 1                 | 0                 | 5        | 0      | 1           | 0          |
| I. Boakye         | 24         | 4          | 1           | 0          | 4                 | 0                 | 0                 | 0                 | 28       | 4      | 1           | 0          |
| S. Evlyushkin     | 0          | 0          | 0           | 0          | 0                 | 0                 | 0                 | 0                 | 0        | 0      | 0           | 0          |
| M. Hanke          | 22         | 8          | 1           | 0          | 2                 | 1                 | 0                 | 0                 | 24       | 9      | 1           | 0          |
| P. Heyden         | 18         | 0          | 2           | 0          | 3                 | 0                 | 1                 | 0                 | 21       | 0      | 3           | 0          |
| K. Hill           | 9          | 0          | 0           | 0          | 2                 | 0                 | 0                 | 0                 | 11       | 0      | 0           | 0          |
| K. Hofland        | 30         | 0          | 12          | 0          | 5                 | 1                 | 3                 | 0                 | 35       | 1      | 15          | 0          |
| R. Hoogendorp     | 8          | 0          | 1           | 0          | 2                 | 1                 | 0                 | 0                 | 10       | 1      | 1           | 0          |
| M. Hristov        | 2          | 0          | 1           | 0          | 0                 | 0                 | 0                 | 0                 | 2        | 0      | 1           | 0          |
| S. Jentzsch       | 34         | 0          | 1           | 0          | 5                 | 0                 | 0                 | 0                 | 39       | 0      | 1           | 0          |
| M. Karhan         | 12         | 0          | 1           | 0          | 3                 | 0                 | 0                 | 0                 | 15       | 0      | 1           | 0          |
| D. Klimowicz      | 21         | 6          | 2           | 0          | 3                 | 4                 | 1                 | 0                 | 24       | 10     | 3           | 0          |
| J. Krzynówek      | 32         | 3          | 2           | 0          | 5                 | 1                 | 0                 | 0                 | 37       | 4      | 2           | 0          |
| C. Lamprecht      | 10         | 2          | 2           | 0          | 1                 | 0                 | 0                 | 0                 | 11       | 2      | 2           | 0          |
| A. Lenz           | 0          | 0          | 0           | 0          | 0                 | 0                 | 0                 | 0                 | 0        | 0      | 0           | 0          |
| A. Madlung        | 29         | 4          | 5           | 0          | 3                 | 0                 | 1                 | 0                 | 32       | 4      | 6           | 0          |
| C. Makiadi        | 30         | 3          | 1           | 0          | 5                 | 0                 | 0                 | 0                 | 35       | 3      | 1           | 0          |
| J. Menseguez      | 23         | 1          | 1           | 0          | 3                 | 0                 | 0                 | 0                 | 26       | 1      | 1           | 0          |
| U. Möhrle         | 22         | 0          | 1           | 0          | 4                 | 0                 | 0                 | 0                 | 26       | 0      | 1           | 0          |
| S. Müller         | 0          | 0          | 0           | 0          | 0                 | 0                 | 0                 | 0                 | 0        | 0      | 0           | 0          |
| M. Paraíba        | 17         | 5          | 4           | 0          | 2                 | 1                 | 0                 | 0                 | 19       | 6      | 4           | 0          |
| P. Platins        | 0          | 0          | 0           | 0          | 0                 | 0                 | 0                 | 0                 | 0        | 0      | 0           | 0          |
| F. Quiroga        | 26         | 0          | 6           | 1          | 3                 | 0                 | 0                 | 0                 | 29       | 0      | 6           | 1          |
| J. Santana        | 18         | 0          | 1           | 0          | 3                 | 0                 | 0                 | 0                 | 21       | 0      | 1           | 0          |
| J. Santos         | 0          | 0          | 0           | 0          | 0                 | 0                 | 0                 | 0                 | 0        | 0      | 0           | 0          |
| H. Sarpei         | 24         | 0          | 3           | 0          | 2                 | 0                 | 0                 | 0                 | 26       | 0      | 3           | 0          |
| M. Stegmayer      | 11         | 0          | 2           | 0          | 2                 | 0                 | 0                 | 0                 | 13       | 0      | 2           | 0          |
| P. Thiam          | 6          | 0          | 2           | 0          | 0                 | 0                 | 0                 | 0                 | 6        | 0      | 2           | 0          |
| T. van der Leegte | 32         | 0          | 11          | 0          | 5                 | 0                 | 0                 | 0                 | 37       | 0      | 11          | 0          |
| E. Öztürk         | 0          | 0          | 0           | 0          | 0                 | 0                 | 0                 | 0                 | 0        | 0      | 0           | 0          |